# Фундаменталисты
«Фундаменталисты» (фин. Fundamentalisti)— драма в двух действиях финского драматурга Юхи Йокелы. Премьера состоялась 9 февраля 2006 года в Teatteri Jurkka.
Пьеса Юхи Йокелы исследует два способа отношения человека к религии: либеральный и фундаменталистский. За период с 2006 по 2010 годы «Фундаменталисты» выдержали девять постановок в различных профессиональных театрах, получили премию Nordic Drama Award и были признаны «лучшей пьесой стран Северной Европы 2007 года».

## Действующие лица
- Маркус, 49 лет
- Хейди, 38 лет

## Сюжет
Акт первый
Либеральный священник Маркус рассказывает об истории своих двадцатилетних отношений с женщиной, в которую он до сих пор влюблен. Много лет назад в постконфирмационном лагере, будучи пастырем, он попытался соблазнить Хейди, чем разрушил их отношения. Спустя много лет женщина возвращается с проповедями фундаменталистского толка. После многих лет кризиса веры и непутевой жизни, Хейди, как ей кажется, обрела спокойствие в ультраортодоксальной общине «Живое слово». Маркус готовит к изданию критическое теологическое сочинение «Генеральная уборка в кафедральном соборе», в котором ставит под сомнение буквалистское прочтение Библии. Маркус считает своим долгом вытащить Хейди из секты, Хейди хочет обратить в свою веру Маркуса. После нескольких бесед на тему реального и вымышленного содержания Евангелия, Маркус понимает, что его попытки спасти Хейди еще более тщетны, чем он предполагал: она замужем за лидером общины «Живое слово» и родила ему детей.
Акт второй
На некоторое время общение Маркуса и Хейди прерывается. Книга Маркуса становится бестселлером, а пресса называет автора «сенсационным пастырем». Это побуждает Хейди вновь вернуться к беседам с Маркусом, поскольку ей кажется, что теперь он не только сам движется по направлению к аду, но и тащит за собой других.
Оба героя начинают сомневаться в правильности своих позиций: Хейди становится всё более некомфортно в общине, а Маркус замечает, что его слава рождает в нём тщеславие. В одной из бесед он сознается Хейди, что до сих пор любит её, и она отвечает ему взаимностью. С развитием нового этапа их отношений Маркус с ужасом понимает, что на самом деле он уже не так сильно любит эту женщину, и что её измена мужу — той же природы, что и её сектантство. В Маркусе Хейди находит нового человека, которому она может передоверить свою жизнь. Попытка Маркуса объяснить Хейди, что она, наконец, должна задуматься о самой себе провоцирует у неё психический припадок и неудачную попытку самоубийства. В финале Хейди попадает в психиатрическую лечебницу.

## Значительные постановки
- 2006 — Teatteri Jurkka, первая постановка
- 2013 — Национальный драматический театр Литвы, реж. Йонас Вайткус

## Постановки в России
- 2013 — Центр им. Вс. Мейерхольда, реж. Валерия Суркова

## Анализ
По словам театрального критика П. А. Руднева, «финны считают эту пьесу самым радикальным свершением в национальной драматургии последних лет и слушают текст, затаив дыхание».